# Cyardium
Cyardium es un género de escarabajos longicornios de la tribu Pteropliini.

## Especies
- Cyardium castelnaudii (Thomson, 1864)
- Cyardium cribrosum Pascoe, 1866
- Cyardium granulatum Breuning, 1980
- Cyardium malaccense Breuning, 1968
- Cyardium obscurum Aurivillius, 1925
- Cyardium sandacanum Breuning, 1938
- Cyardium truncatum Breuning & de Jong, 1941
- Cyardium variegatum Aurivillius, 1913